# Seznam letišť v Izraeli
Toto je seznam letišť v Izraeli řazený podle typu letiště.

## Seznam
| obslužné město či oblast | ICAO | IATA | název letiště                                                              |
| ------------------------ | ---- | ---- | -------------------------------------------------------------------------- |
|                          |      |      | mezinárodní letiště                                                        |
| Negevská poušť           | LLOV | VDA  | Mezinárodní letiště Ovda                                                   |
| Velký Tel Aviv (Guš Dan) | LLBG | TLV  | Ben Gurionovo mezinárodní letiště                                          |
| Ejlat                    | LLRM | TMA  | Ramonovo mezinárodní letiště – ve výstavbě                                 |
|                          |      |      | vnitrostátní letiště                                                       |
| Beerševa                 | LLBS | BEV  | Letiště Beerševa                                                           |
| Ejlat                    | LLET | ETH  | Letiště J. Hozmana – zrušené                                               |
| Haifa                    | LLHA | HFA  | Letiště Haifa                                                              |
| Herzlija                 | LLHZ | HRZ  | Letiště Herzlija                                                           |
| Jeruzalém                | LLJR | JRS  | Letiště Atarot (Jeruzalémské mezinárodní letiště) – momentálně nepoužívané |
| Kfar Sirkin              |      |      | Letiště Kfar Sirkin                                                        |
| Megido                   | LLMG |      | Letiště Megido                                                             |
| Kirjat Šmona             | LLKS | KSW  | Letiště Kirjat Šmona                                                       |
| Roš Pina                 | LLIB | RPN  | Letiště Ben Ja'akov                                                        |
| Tel Aviv                 | LLSD | SDV  | Letiště Sde Dov (Letiště Dov Hoz) – zrušené                                |
|                          |      |      | přistávací plochy                                                          |
| Becet                    |      |      | Letiště Becet                                                              |
| Ejn Šemer                | LLES |      | Letiště Ejn Šemer                                                          |
| Ejn Jahav                | LLEY | EIY  | Letiště Ejn Jahav                                                          |
| Afik                     | LLFK |      | Letiště Afik                                                               |
| Masada                   | LLMZ | MTZ  | Letiště Bar Jehuda                                                         |
| Micpe Ramon              | LLMR | MIP  | Letiště Micpe Ramon                                                        |
| Sdom                     |      | SED  | Letiště Sdom (Letiště Hašnajim)                                            |
| Jotvata                  |      | YOT  | Letiště Jotvata                                                            |
|                          |      |      | vojenské letecké základny                                                  |
| Beerševa                 | LLHB |      | Letecká základna Chacerim                                                  |
| Chacor                   | LLHS |      | Letecká základna Chacor                                                    |
| Megido                   | LLRM |      | Letecká základna Ramat David                                               |
| Micpe Ramon              | LLRD |      | Letecká základna Ramon                                                     |
| Nevatim                  | LLNV |      | Letecká základna Nevatim                                                   |
| Palmachim                |      |      | Letecká základna Palmachim                                                 |
| Tel Nof                  | LLEK |      | Letecká základna Tel Nof                                                   |
| Ejlat                    |      |      | Letecká základna Ovda                                                      |